# Paolo Frajese
Paolo Frajese (Roma, 22 agosto 1939 – Parigi, 9 giugno 2000) è stato un giornalista e conduttore televisivo italiano.

## Biografia
Intraprende la carriera di giornalista nel 1961 alla Rai. Nel 1968 frequenta un corso per radiotelecronisti, comincia col leggere le edizioni del telegiornale e quindi a condurre trasmissioni televisive molto popolari come la Domenica Sportiva (1974-1976). Nel 1977 crea e conduce un programma per ragazzi dal titolo Apriti Sabato. Nel 1978 rimane famoso il racconto del rapimento di Aldo Moro direttamente da via Fani reso con un unico piano sequenza.
Negli anni sessanta sposa la modella svedese Marina Hedman Bellis, da cui ha due figli: Paolo Attilio e Liselotte. La Hedman dopo il divorzio da Frajese diventerà una delle prime pornostar attive in Italia, inizialmente con il nome di Marina Frajese e in seguito, dopo che nel 1985 il giornalista vince una lunga vertenza giudiziaria per vietarle l'uso del suo cognome, con quello di Marina Lotar. Nel 1982 Frajese passa a nuove nozze con Ester Vanni, giornalista senese, e anche da questa unione nasceranno un maschio e una femmina.
Negli anni ottanta è corrispondente dagli Stati Uniti d'America (1979-1982) e conduce trasmissioni di successo come Trent'anni della nostra storia (1983-1991), il TG1 della sera dal 1983 fino al 1994, quando diventa corrispondente Rai da Parigi. Dal 2 luglio 1977 fino al 16 agosto 1993, è anche telecronista del Palio di Siena. Nel 1990 comunica i voti dell'Italia all'Eurofestival.
Nei documentari riguardanti le vicende del terrorismo degli anni settanta e del sequestro di Aldo Moro viene spesso riproposto il filmato con commento di Paolo Frajese accorso in via Fani dopo la sparatoria che uccise la scorta di Moro e dopo il rapimento di Moro da parte delle Brigate Rosse. Frajese è il corrispondente che commenta da Londra la diretta del TG1 il funerale di Diana Spencer il 6 settembre 1997. Celebre è un episodio che lo vede protagonista durante una diretta da Marsiglia per il campionato mondiale di calcio 1998, occasione in cui alle sue spalle appare il noto disturbatore televisivo Gabriele Paolini, che Frajese allontana a forza prendendolo a calci e apostrofandolo malamente, per poi chiedere scusa ai telespettatori e proseguire il collegamento.
Il suo ultimo servizio, trasmesso dal TG1 delle ore 20 l'8 giugno 2000, riguarda il crollo di un vecchio edificio parigino degli anni sessanta. La sera successiva, dopo essere rientrato a casa da una cena con alcuni colleghi in un ristorante della capitale francese, muore a causa di un aneurisma polmonare. È sepolto a Roma nel cimitero del Verano. A lui sono intitolate una via nel Parco botanico di Villa Fiorelli a Roma, la sala riunioni del TG1 di Saxa Rubra e, inoltre, una via a Siena, città della seconda moglie, nella quale godeva di grande popolarità per essere stato il telecronista di varie edizioni del Palio.
Riposa nel Cimitero del Verano a Roma, nelle vicinanze dell'attore Ciccio Ingrassia.

## Televisione
- La Domenica Sportiva (Programma Nazionale, 1974-1975; Rete 1, 1976)
- Apriti Sabato (Rete 1, 1977-1978)
- TG1 (Rete 1, 1982; Rai 1, 1983-1994)
- Trent'anni della nostra storia (Rai 1, 1984-1986; 1991)